# رالف دي سوزا
رالف دي سوزا (بالبرتغالية: Ralf de Souza Teles‏) (9 يونيو 1984 البرازيل - ) هو لاعب كرة قدم برازيلي، يلعب كلاعب وسط.

## روابط خارجية
- رالف دي سوزا على موقع الاتحاد الدولي (مؤرشف)  (الإنجليزية)
- رالف دي سوزا على موقع قاعدة بيانات كرة القدم.إي يو (الإنجليزية)
- رالف دي سوزا على موقع ناشيونال فوتبول تيمز (الإنجليزية)
- رالف دي سوزا على موقع Soccerway.com (الإنجليزية)
- رالف دي سوزا على موقع عالم كرة القدم.نت (الإنجليزية)
- رالف دي سوزا على موقع AS.com (الإسبانية)